# KZ Osthofen

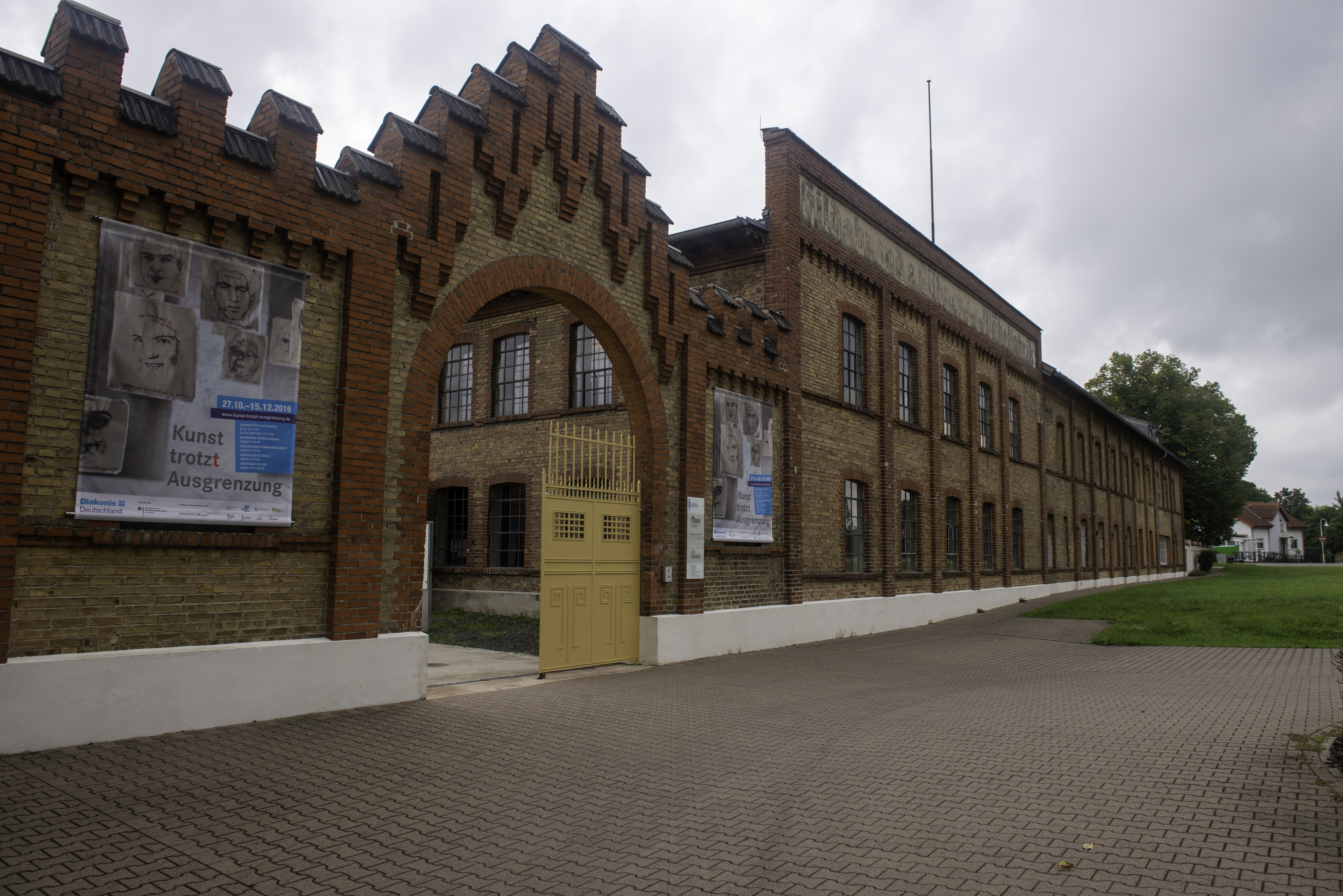
Eingang ehemaliges KZ Osthofen

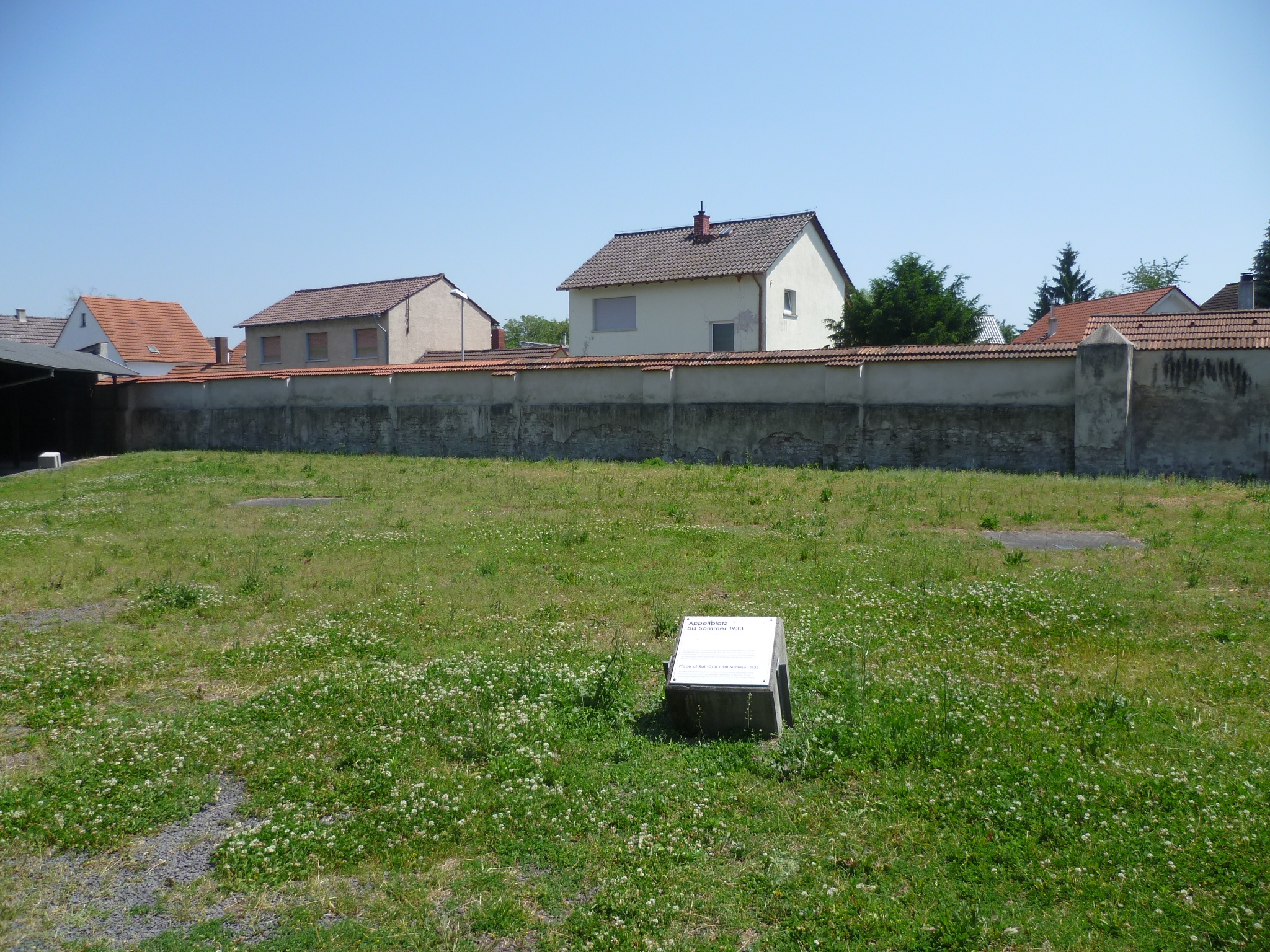
Appellplatz mit Blick auf direkt angrenzendes Wohngebiet

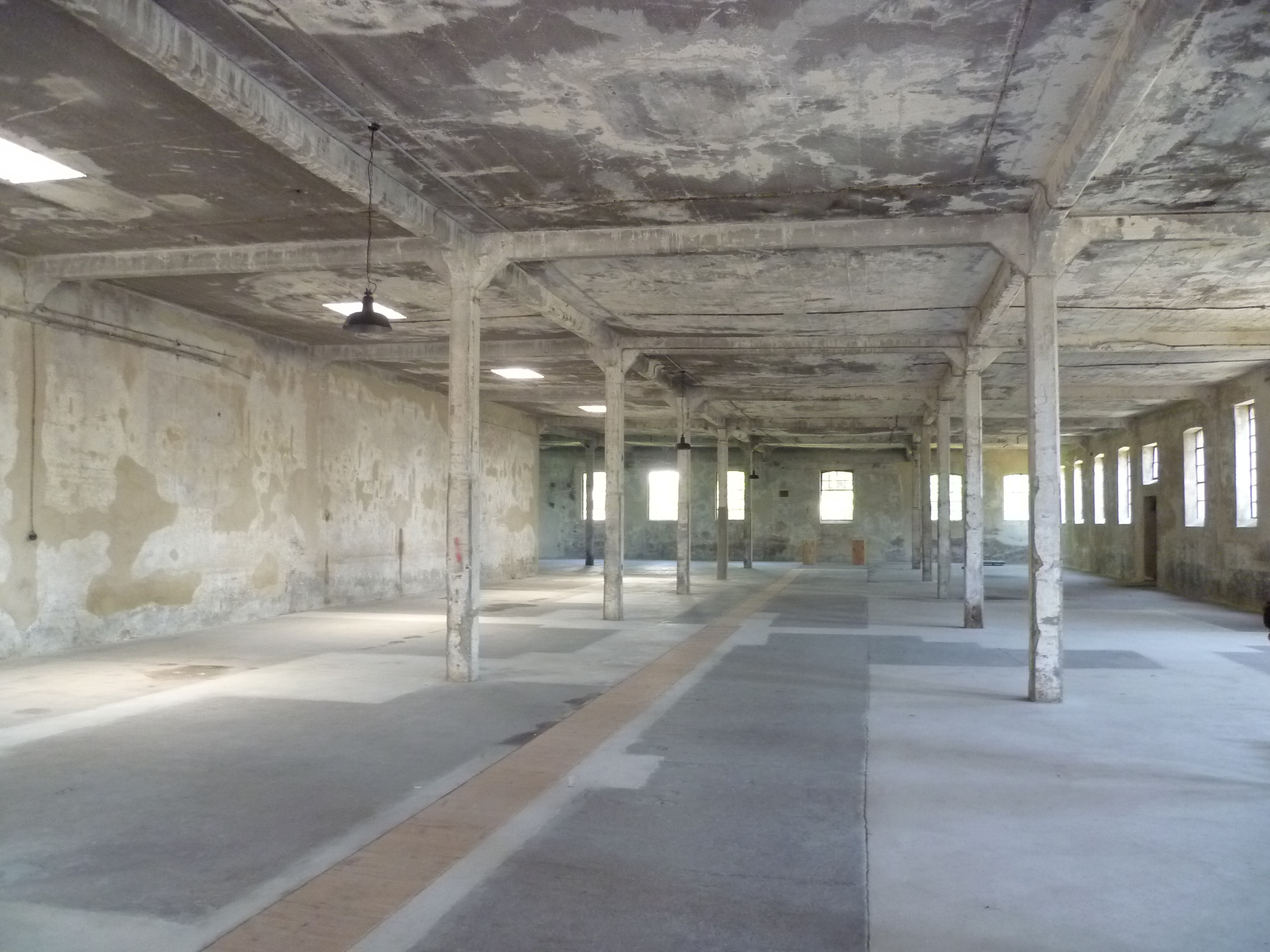
Ehemalige Schlafräume

Das KZ Osthofen in Osthofen bei Worms (1918/19 – 1945 Volksstaat Hessen, heute Rheinland-Pfalz) war ein „frühes“ Konzentrationslager. Es bestand vom 6. März 1933 bis Juli 1934 auf dem Gelände einer ehemaligen Papier- und Papierdeckelfabrik.

## Vorgeschichte
Am 28. Februar 1933, einen Tag nach dem Reichstagsbrand, erließ Reichspräsident Paul von Hindenburg die „Verordnung zum Schutz von Volk und Staat“, die der Abwehr „kommunistischer staatsgefährdender Gewaltakte“ dienen sollte. Sie setzte viele Grundrechte außer Kraft und ermöglichte es den Nationalsozialisten, politische Gegner ohne Anklage und Beweise in „Schutzhaft“ nehmen zu können. Opfer waren in erster Linie Kommunisten, Funktionäre dieser Partei gehörten daher zu den ersten Insassen des Konzentrationslagers in Osthofen. Inhaftiert wurden aber auch Sozialdemokraten, Gewerkschafter und Angehörige der ihnen angeschlossenen Verbände sowie Mitglieder des „Reichsbanners Schwarz-Rot-Gold“ und der „Eisernen Front“. Auch jüdische Bürger wurden von Anfang an verfolgt – vor allem, wenn sie einer linken politischen Gruppierung angehörten. Ab Mitte 1933 gerieten darüber hinaus Angehörige der Zentrumspartei, Juden, Katholiken, Siebenten-Tags-Adventisten sowie tatsächliche oder angebliche Separatisten, Zeugen Jehovas und andere Regimegegner ins Visier der Verfolgungsbehörden.

## Gelände des KZ Osthofen
Die Papier- und Pappdeckelfabrik in Osthofen wurde 1872 von Gustav Rumpel erbaut. Ab 1893 gehörte das Gebäude zunächst als „Papier-Manufactur Mannheim“, später als „Papierfabrik Osthofen“ Joseph Kahn. Dieser baute die Fabrik weiter aus und ergänzte sie 1908 um eine eingeschossige zweite Halle. 1911 wurde das Unternehmen zu einer GmbH., vertretungsberechtigter Teilhaber war der Fabrikant Karl Joehlinger aus Osthofen. 1925 wurde aus der GmbH die „Papierfabrik Osthofen Aktiengesellschaft“. Anfang der 1930er Jahre wurde der Betrieb eingestellt und die Papierfabrik stand rund zwei Jahre lang leer. Das Fabrikgelände wurde schließlich wegen angeblicher Steuerschulden des Besitzers für die Errichtung des Konzentrationslagers beschlagnahmt.

## Entstehung des KZ Osthofen
Zum 1. Mai 1933 ordnete der Staatskommissar für das Polizeiwesen im Volksstaat Hessen, Werner Best, die Schaffung eines Konzentrationslagers für den Volksstaat in Osthofen bei Worms an. Dafür wurde eine stillgelegte Papierfabrik ausgewählt. Dort sollten all jene Einwohner Hessens interniert werden, die von der Polizei aus politischen Gründen verhaftet und länger als eine Woche festgehalten worden waren. Tatsächlich bestand das Konzentrationslager in Osthofen jedoch schon seit Anfang März 1933 und die ersten Häftlinge wurden ebenfalls vor der offiziellen Eröffnung eingeliefert. Bereits am 6. März kamen einzelne Häftlinge aus dem Ort Osthofen selbst im KZ an. Der erste größere Transport mit ungefähr 80 politischen „Schutzhäftlingen“ musste unter scharfer Bewachung den Fußweg von Worms nach Osthofen antreten. Ehrenamtlicher Lagerleiter war der in Osthofen gebürtige SS-Sturmbannführer Karl d’Angelo. Bewacht wurde das Lager anfangs von Angehörigen der Hilfspolizei aus SS und SA, aus Worms und Umgebung. Im Herbst 1933 wurden die SA-Männer von SS-Männern aus Darmstadt und Offenbach abgelöst. Hans Gaier wurde von Christoph Weitz, einem Betroffenen und Augenzeugen, in seinem Bericht über Folterungen im Gestapo-Gefängnis Worms und im KZ Osthofen im Jahr 1933 als Sadist bezeichnet.

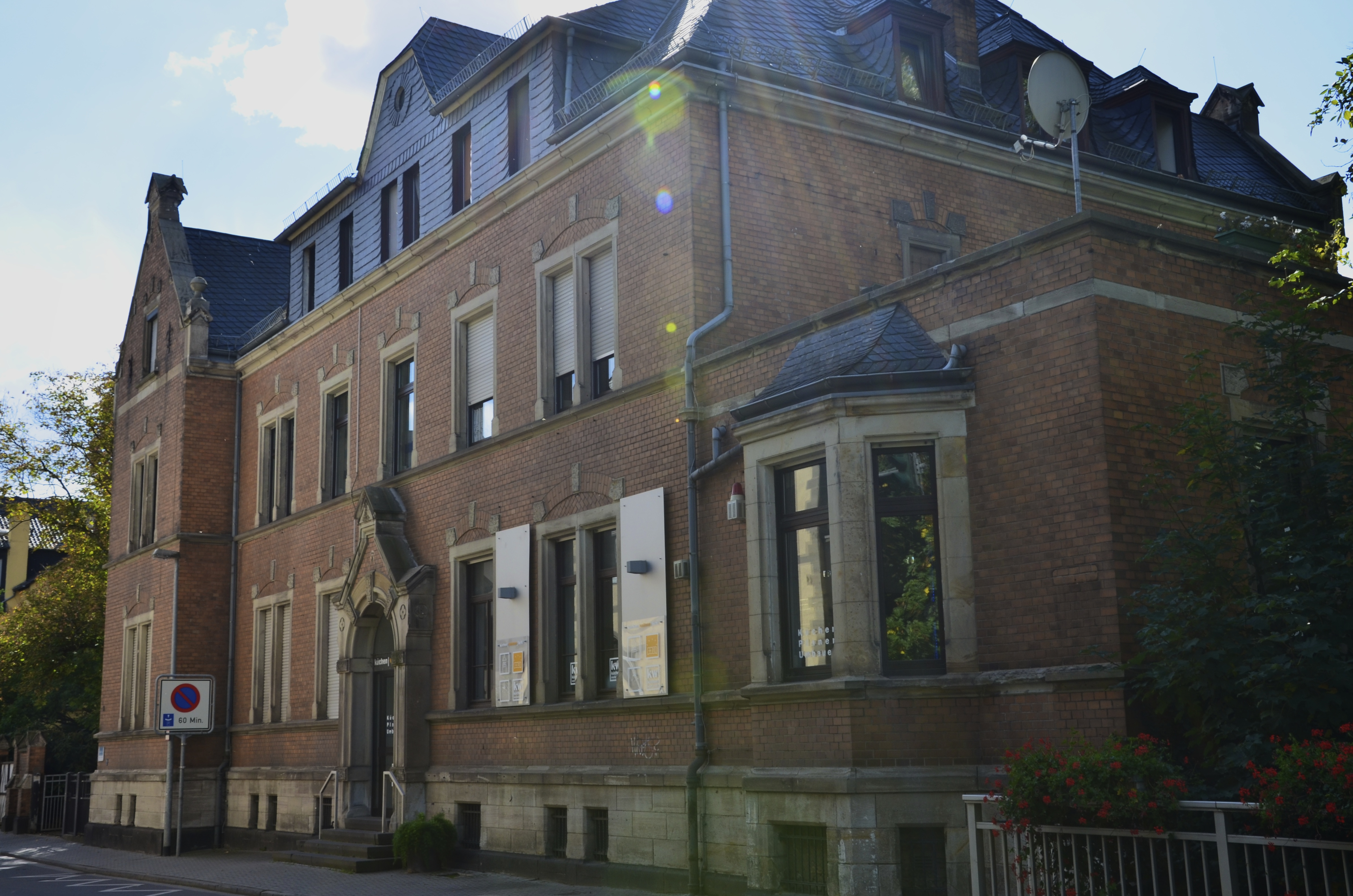
Ehemaliges Amtsgericht, Schwerdstraße 18, Osthofen

Mit der Errichtung des einzigen frühen Konzentrationslagers im damaligen Volksstaat Hessen hatte Werner Best eines der ersten regulären staatlichen Konzentrationslager im Deutschen Reich geschaffen und gleichzeitig die Bekämpfung der Gegner des NS-Regimes seiner neu geschaffenen politischen Landespolizei unterstellt. Im Unterschied zum KZ Dachau kam es im KZ Osthofen zu keinen Todesfällen. Zudem war die Zahl der „Schutzhäftlinge“ in Hessen relativ gering. Dennoch litten auch sie unter Misshandlungen, Demütigungen, Krankheiten, harter Arbeit sowie schlechten hygienischen Verhältnissen. Mindestens 3.000 Häftlinge waren während des Bestehens des Konzentrationslagers insgesamt in Osthofen untergebracht. Die Haftdauer betrug in der Regel zwischen 4 und 6 Wochen, in Einzelfällen sogar bis zu einem Jahr. Für den Vollzug des „verschärften Arrestes“ wurde das Gelände einer benachbarten leer stehenden Holzmühle und zeitweise auch das Amtsgerichtsgefängnis in Osthofen genutzt. Die Häftlinge, die in der „Alten Holzmühle“, auch Lager II genannt, untergebracht waren, wurden, von der Außenwelt und ihren Mithäftlingen streng isoliert, systematisch terrorisiert und gefoltert. Die Ernährung bestand hauptsächlich aus ungewürzter dünner Suppe und etwas Brot.
Ziel der frühen Konzentrationslager war die Ausschaltung jeglicher politischer Opposition und die Einschüchterung der Bevölkerung, was auch durch umfangreiche Presseberichte unterstützt wurde. Die regionale Presse im ganzen Volksstaat Hessen berichtete ab Mai 1933 in beinahe gleichlautenden Berichten von der Einrichtung des Konzentrationslagers Osthofen. In den darauffolgenden Wochen konnte man fast täglich in den regionalen Blättern lesen, wer aus der Umgebung verhaftet und nach Osthofen gebracht worden war. Die Existenz des Lagers blieb somit den Menschen nicht verborgen. Die Zustände im Lager wurden in den Berichten allerdings stark verharmlost. Ihren eigentlichen Zweck, die übrige Bevölkerung abzuschrecken, haben die Lager in vielen Fällen aber sicher erreicht. Prominentester Häftling in Osthofen war Carlo Mierendorff, über dessen Inhaftierung und Misshandlung beispielsweise die illegale Zeitung „Der Rote Stoßtrupp“ in der Ausgabe vom 5. Oktober 1933 informierte.

## Flucht aus dem KZ Osthofen
Am 28. April 1933 gelang Wilhelm Vogel die Flucht aus dem KZ Osthofen, als er den Wagen des Lagerkommandanten Karl d’Angelo waschen sollte. Er nutzte einen unbeobachteten Moment, um auf einen vorbeifahrenden Zug aufzuspringen.
Mit der Hilfe von Mitgefangenen sowie seiner Verlobten gelang auch Max Tschornicki am 3. Juli 1933 die Flucht aus dem Konzentrationslager. Seine Flucht hatte weitreichende Folgen, so wurde nicht nur die Bewachung des KZs verstärkt, eine Besuchssperre verhängt sowie einige Häftlinge schwer bestraft, sondern auch seine Familie in „Schutzhaft“ genommen.
Tschornicki schilderte seine Erlebnisse später in der Pariser Emigration auch Anna Seghers, die seine Schilderungen für ihren Roman Das siebte Kreuz verwandte, den sie zwischen September 1938 und Oktober 1939 schrieb.

## Auflösung des KZ Osthofen
Das Ende des Lagers Osthofen kam relativ schnell. Im Herbst 1933 wurde Best als Landespolizeipräsident abgesetzt. Im Mai 1934 beauftragte Heinrich Himmler, der bayerische Polizeichef und Reichsführer SS, den Dachauer KZ-Kommandanten Theodor Eicke, die bestehenden Konzentrationslager zu übernehmen, umzuorganisieren und zu vereinheitlichen. Das Konzentrationslager Osthofen wurde im Juli 1934 als eines der letzten frühen KZ aufgelöst. Damals saßen noch 84 Personen aus Hessen in „Schutzhaft“.
Viele ehemalige Häftlinge hielten sich in der Hoffnung, dass die NS-Diktatur nur kurze Zeit andauern würde, nach ihrer Entlassung mit politischen Aktivitäten zurück. Andere flohen ins Exil oder kämpften im Spanischen Bürgerkrieg gegen das faschistische Franco-Regime. Viele wurden von der Gestapo beobachtet, wiederholt verhaftet und verhört. Einige kamen später in die Konzentrationslager in Dachau, Buchenwald, Mauthausen, im Emsland oder in die Strafdivision 999 (offiziell „Bewährungseinheit“).

## Spätere Nutzung des Geländes
Nach der Schließung des KZ Osthofen im Juli 1934 stand die ehemalige Papierfabrik mehrere Jahre leer, bevor sie im Oktober 1936 im Rahmen einer Zwangsversteigerung an die Eheleute Bühner verkauft wurde, die ihre bestehende Möbelfabrik dorthin verlegten. Die Möbelfabrik „Hildebrandt&Bühner GmbH“ spezialisierte sich auf die serienmäßige Herstellung von Wohnzimmerschränken. Im Zeitraum von Dezember 1942 bis März 1945 wurden in der Fabrik auch Zwangsarbeiter eingesetzt. Die Möbelfabrik bestand bis zu ihrer Schließung infolge von Insolvenz im Jahre 1976. Die durchgängige Nutzung sorgte dafür, dass die Gebäude nicht abgerissen oder zerstört wurden. Nach der Schließung des Betriebes wurden die Gebäude vermietet. Die Fabrikhallen wurden als Abstellhalle einer Plastikrecycling-Firma und als Weinlager genutzt. Im ehemaligen Verwaltungsgebäude der früheren Fabrik wohnten mehrere Familien, auf dem Hof waren teilweise Wohnwagen abgestellt, das Gelände vermüllte.

## Lagergemeinschaft ehemaliger Häftlinge
Eine Gruppe von ehemaligen Häftlingen schloss sich 1972 mit Unterstützung der Vereinigung der Verfolgten des Naziregimes – Bund der Antifaschistinnen und Antifaschisten zu einer Lagergemeinschaft zusammen. Am 27. Mai 1972 fand vor dem Gebäude des früheren Konzentrationslagers eine Gedenkversammlung statt. Dies stieß unter anderem bei der Bevölkerung vor Ort auf Widerstand, da die besondere Vergangenheit der Fabrikanlage weiterhin verdrängt werden sollte, wobei die Häftlinge zum Teil als Nestbeschmutzer beschimpft wurden. Erst nach langem Ringen mit dem damaligen Besitzer des Gebäudes durfte die Lagergemeinschaft im Jahr 1978 eine Gedenktafel an der Außenmauer, kaum sichtbar für Passanten, anbringen. Die Gedenktafel war 50 mal 50 Zentimeter groß und aus Bronze gefertigt. Die Enthüllung der Gedenktafel erfolgte am 18. November 1978.
Die Inschrift der Gedenktafel lautet:
- HIER WAR 1933-35 DAS HESSISCHE KZ LAGER OSTHOFEN
- NIEMALS WIEDER![14]

## Anna Seghers und das KZ Osthofen
Die in Mainz als Netty Reiling geborene Schriftstellerin Anna Seghers setzte dem Konzentrationslager Osthofen in ihrem im Pariser Exil geschriebenen und in Mexiko 1942 erstveröffentlichten weltbekannten Roman Das siebte Kreuz ein literarisches Denkmal. Gestützt auf die Zeitungs- und Zeitzeugenberichte von Emigranten erzählt Anna Seghers die Geschichte der Flucht von sieben Häftlingen, von denen nur einer ins rettende Exil in die Niederlande gelangte. Am Beispiel der Reaktionen unterschiedlicher Bevölkerungsgruppen ihrer rheinhessischen Heimat zeichnet die Autorin ein authentisches Gesamtbild der Gesellschaft der mittleren 1930er Jahre unter der Herrschaft der Nationalsozialisten. Im Roman heißt das Lager in literarisch gewollter Verfremdung „Westhofen“ und steht als Symbol für Misshandlung und Ermordung in Konzentrationslagern schlechthin. Im Unterschied zur Romanhandlung hat es im realen Konzentrationslager Osthofen jedoch keine Todesfälle gegeben.

## Erinnerungsarbeit
Seit 1986 besteht der Förderverein Projekt Osthofen e. V., der sich der Erinnerungsarbeit verschrieben hat. Auf dem Gelände der ehemaligen Papierfabrik und des Konzentrationslagers gibt es ein Dokumentationszentrum zur NS-Geschichte. Ein Raum ist der Schriftstellerin Anna Seghers und ihrem Roman Das siebte Kreuz gewidmet.
Von 16. bis 29. April 2018 widmete sich im Raum Frankfurt am Main und Mainz das Lesefest „Frankfurt liest ein Buch“ Anna Seghers’ Roman „Das siebte Kreuz“, in dem es auch um das Lager Osthofen geht. Unter anderem lasen und diskutierten Robert Stadlober, Martin Wuttke, Petra Roth, Gudrun Landgrebe und Wilhelm von Sternburg. Ferner gab es mehrere Fahrten zur KZ-Gedenkstätte Osthofen.

## Gedenkstätte KZ Osthofen
Der Anstoß zu einer Gedenkstätte auf dem ehemaligen Gelände des KZ Osthofen kam von ehemaligen Häftlingen, die 1972 eine Lagergemeinschaft gegründet hatten und sich gegen zahlreiche Widerstände und Anfeindungen u. a. der Bevölkerung in Osthofen zur Wehr setzen mussten. Ihrem Drängen war es zu verdanken, dass 1978 an der Außenmauer des ehemaligen Fabrikgebäudes eine Gedenktafel angebracht wurde, die sich bis heute dort befindet. 1986 schloss sich die Lagergemeinschaft mit anderen Gruppen wie der Vereinigung der Verfolgten des Nazi-Regimes, dem Deutschen Gewerkschaftsbund Rheinland-Pfalz, dem Christlichen Friedensdienst sowie Einzelpersonen zusammen, gemeinsam gründeten sie den Förderverein Projekt Osthofen. 
1989 wurde das ehemalige Fabrikgebäude unter Denkmalschutz gestellt.
1991 kaufte das Land Rheinland-Pfalz mit Unterstützung aller Landtagsfraktionen das Gelände sowie die Gebäude der ehemaligen Fabrik, mit dem Ziel dort eine Gedenkstätte einzurichten. 
1996 wurde in bereits renovierten Räumen eine vorläufige Dauerausstellung für die Besucher eröffnet.
Mit der Eröffnung der Dauerausstellung „Verfolgung und Widerstand in Rheinland-Pfalz 1933-1945“ im Mai 2004 wurde der Ausbau der Gedenkstätte KZ Osthofen beendet.
Die heutige Gedenkstätte dient dazu, das Andenken an die Opfer des Konzentrationslagers zu bewahren, das dortige NS-Dokumentationszentrum soll die Erforschung des Nationalsozialismus in Rheinland-Pfalz fördern. Neben der regulären Dauerausstellung finden in regelmäßigen Abständen auch Sonderausstellungen statt.